# Liste des seigneurs, barons et ducs d'Amboise
La seigneurie d'Amboise est une ancienne seigneurie féodale de Touraine avec Amboise (actuel Indre-et-Loire) comme capitale.
507–1434
Au XIe siècle, ce fief n’était qu’une seigneurie qui dépendait de Lisois d'Amboise, sénéchal du comte Foulques III d'Anjou. Amboise resta aux mains de la maison d'Amboise jusqu'au début du XVe siècle, avant d'être intégrée au domaine royal en 1434 sous Charles VII, à la fin de la guerre de Cent Ans.

## Liste des seigneurs

### Première création (507–850)
Au début du VIe siècle, des rivalités permanentes, à la fois territoriales et religieuses, opposaient les Francs saliens, catholiques, dirigés par Clovis, qui occupaient le nord de la Gaule, et les Wisigoths, ariens, dirigés par Alaric II, qui en occupaient le grand Sud-Ouest français. Pour tenter d'y mettre fin, le roi des Ostrogoths, Théodoric le Grand, écrivit des lettres aux deux protagonistes pour les convaincre de trouver un accord. Cette démarche aboutit en 504 à une rencontre entre les deux rois qui se déroula sur ce qui était à l'époque l'île Saint-Jean (devenue maintenant l'île d'Or). Les deux rivaux se promirent une alliance éternelle qui demeura lettre morte, puisque le différend ne fut réglé que par la mort d'Alaric II à la bataille de Vouillé en 507. En 546, le seigneur d'Amboise était saint Baud, évêque de Tours, sans que l’on sache au juste la nature de son lien de dépendance au roi Clotaire Ier[réf. souhaitée]. Ensuite, on ne dispose plus d'informations historiques jusqu'au milieu du IXe siècle[réf. souhaitée].
Selon Karl Ferdinand Werner, Amboise échouait au IXe siècle au sénéchal Adalard, proche du roi Louis le Pieux et oncle d'Ermentrude d'Orléans que Charles le Chauve épousa.

### Les trois seigneuries d'Amboise (850–v.1040)
En 850, le roi scinde la seigneurie d'Amboise en plusieurs fiefs qu'il répartit à plusieurs de ses proches[réf. souhaitée] :
- La Maison consulaire (ou île Saint-Jean) était celle attribuée au vicomte Ingelger d'Angers en remerciement de ses combats ;
- La Tour (ou le château alors en ruines) appartenait principalement à l'archevêque Vivien de Tours ;
- La Motte (ou le bourg), à Haimon de Buzançais.

Ces trois seigneurs s'opposaient fréquemment, ce qui n'était guère favorable au développement de la ville d'Amboise.

#### Seigneurs de la Maison Consulaire
Néanmoins, les fiefs de la Maison Consulaire et du château fusionnent rapidement à la suite du mariage entre Ingelger et une parente de l'archevêque Vivien.

#### Seigneurs de la Tour d'Amboise
Dans le dernier quart du IXe siècle, une certaine Aelindis reçut en dot de ses oncles Adalard (Adalardus), archevêque de Tours de 875 à 890 et Rainon (Regino), évêque d’Angers, le fief d'Amboise, lors de son mariage avec Ingelger, vicomte d'Angers. Vers 878, à la demande des deux prélats, Louis II le Bègue fit relever et fortifier le château et reconstruire les ponts.
À la suite du mariage entre Ingelger et la petite-fille de Vivien de Tours, leurs descendants directs, les futurs comtes d'Anjou, gardèrent la main sur la majeure partie du château d'Amboise.
Vers 1035, le comte Foulques Nerra cède finalement sa Tour d'Amboise, récemment reconstruite, à son sénéchal Lisois qui, en épousant Hersende de Buzançais, réunit le fief de la Tour à celui de la Motte d'Amboise.

#### Seigneurs du Bourg d'Amboise
Compagnon d'armes de Louis le Bègue aux côtés d'Ingelger, Haimon se voit attribuer les seigneuries de Buzançais, de Châtillon-sur-Indre et de Verneuil-sur-Indre ainsi que le bourg et une partie du château d'Amboise.
| Portrait | Seigneur                                            | Période      | Autres titres                                                          | Notes |
| -------- | --------------------------------------------------- | ------------ | ---------------------------------------------------------------------- | --- |
|          | Haimon Ier de Buzançais (?–?)                       | v.860 – ???  | Seigneur de Buzançais, de Châtillon-sur-Indre et de Verneuil-sur-Indre | |
|          | Robert Ier de Buzançais (?–?)                       | ?? – ??      | Seigneur de Buzançais, Châtillon et Verneuil                           | Fils d'Haimon Ier, le vicomte Ingelger lui confie la garde d'Amboise. |
|          | Haimon II de Buzançais (?–?)                        | ??? – ???    | Seigneur de Buzançais, Châtillon et Verneuil                           | |
|          | Sulpice Ier de Buzançais, dit Mille Boucliers (?–?) | ??? – ???    | Seigneur de Buzançais, Châtillon et Verneuil                           | Fils d'Haimon II, |
|          | Robert II de Buzançais (?–?)                        | ??? – ???    | Seigneur de Buzançais, Châtillon et Verneuil                           | |
|          | Archambaud Ier de Buzançais (975–1030)              | ??? – 1030   | Seigneur de Buzançais, Châtillon et Verneuil                           | Fils aîné de Robert II, à qui il succède. Vers 1030, le comte Foulques III le force à offrir ses domaines autour d'Amboise en dot pour l'union de sa fille, Hersende, avec son sénéchal Lisois.                                                             |
|          | Sulpice II de Buzançais (ap.975–ap.1030)            | 1030 –v.1040 | Seigneur de Buzançais, Châtillon et Verneuil                           | Frère cadet d'Archambaud, il renonça à son poste de trésorier de Saint-Martin de Tours pour lui succéder à Amboise jusqu'à la consommation du mariage entre Lisois et sa nièce Hersende. Il résista à l'assaut lancé par le comte voisin Eudes II de Blois. |

### Seconde création (v.1040–1434)

#### Maison d'Amboise
Au retour de son pèlerinage en Terre Sainte, Foulques Nerra confia la garde du château à Lisois dont il avait apprécié l'intelligence et le courage à ses côtés. Lisois épousa Hersende de Buzançais, fille d'Archambaud Ier et nièce de Sulpice II, réunissant ainsi château et bourg et créant la maison d'Amboise. Dès lors, la famille gardera la main sur la cité jusqu'au milieu du XVe siècle, avec un territoire discontinu entre la Loire et le Cher, et remontant jusqu'aux actuelles Montrichard, Chaumont-sur-Loire et Saint-Cyr-du-Gault, créant une véritable zone tampon entre les comtés de Blois à l'est, et d'Anjou à l'ouest.
| Portrait                                    | Seigneur                                               | Période         | Autres titres | Notes |
| ------------------------------------------- | ------------------------------------------------------ | --------------- | --- | --- |
|                                             | Lisois d'Amboise († v. 1065)                           | v.1040 – v.1065 | Sénéchal d'Anjou et seigneur de Montrichard                                                                                  | Après la victoire de Nouy en 1044, le dernier fief du comte d'Anjou à Amboise est offert à Lisois par Geoffroy II. |
|                                             | Sulpice Ier d'Amboise († 1081)                         | v.1065 – ??     | Seigneur de Montrichard | Fils aîné du précédent, Sulpice Ier conteste l'autorité du comte Foulques IV et entre en guerre contre son suzerain. |
| Occupation par le comte Foulques IV d'Anjou |                                                        |                 | | |
|                                             | Albéric de Montrésor († ???)                           | 1066 – 1085     | Seigneur de Montrésor | Sulpice est fait otage à Tours et, Albéric de Montrésor en profita pour occuper la forteresse que jadis contrôlait son grand-père, Roger. Tout en continuant à occuper le fort de Montrichard, Albéric rendit en 1085 hommage au successeur de Sulpice Ier, le jeune Hugues Ier d'Amboise, alors encore sous la tutelle de son oncle Lisois de Verneuil.          |
|                                             | Hugues Ier d'Amboise († 1129)                          | 1085 – 1108     | Seigneur de Chaumont-sur-Loire et de Montrichard                                                                             | En 1095, Hugues Ier répond avec enthousiasme à l'appel du pape Urbain II à la Première croisade, et confie la rive gauche de la Loire (dont Chaumont-sur-Loire et Montrichard) à son beau-frère Robert de Rochecorbon. Parti aux côtés du comte Étienne II de Blois et du prince Hugues Ier de Vermandois, il participa notamment au siège de Nicée de 1097.      |
| Occupation par le comte Foulques IV d'Anjou |                                                        |                 | | |
|                                             | Archambaud de Bray († ???)                             | 1108 – 1110     | | En 1108, la cité de Montrichard est reconquise par Foulques IV, qui en cède le commandement à son beau-frère, Archambaud de Bray. |
|                                             | Hugues Ier d'Amboise († 1129)                          | 1110 – 1129     | Seigneur de Chaumont-sur-Loire et de Montrichard                                                                             | L'année suivante, Foulques V succède à son père comme comte d'Anjou et restitue en 1110 la forteresse de Montrichard à Hugues Ier d'Amboise. Ce-dernier céda ses droits sur l'église de Nanteuil à l'abbaye de Pontlevoy, avant de s'engager avec son suzerain en Terre sainte. En 1131, Foulques V finit sacré roi de Jérusalem où Hugues perdit la vie.         |
|                                             | Sulpice II d'Amboise († 1153)                          | 1129 – 1153     | Seigneur de Chaumont-sur-Loire et de Montrichard                                                                             | Sous son fils, Sulpice II d'Amboise, en guerre contre tous ces voisins afin d'agrandir son territoire, Montrichard est pillée à plusieurs reprises en représailles de ses assauts. |
|                                             | Hugues II d'Amboise (1140–1201)                        | 1153 – 1188     | Seigneur de Chaumont-sur-Loire et de Montrichard                                                                             | En 1154, le suzerain d'Hugues II, le comte Henri II Plantagenêt est couronné roi d’Angleterre, intégrant de fait la cité au royaume outre-Manche. En 1188, le roi Philippe Auguste assiège la cité. |
| Occupation par le roi Philippe II Auguste   |                                                        |                 | | |
|                                             | Hugues II d'Amboise (1140–1201)                        | 1190 – 1201     | Seigneur de Chaumont-sur-Loire et de Montrichard                                                                             | Montrichard est de nouveau rendue par traité avec l'Angleterre en 1190 à Hugues II d'Amboise, qui en profite pour refortifier le château. |
|                                             | Sulpice III d'Amboise († 1218)                         | 1201 – 1218     | Seigneur de Chaumont-sur-Loire et de Montrichard                                                                             | Fils d'Hugues II, Sulpice III se détache des Plantagenêts au profit de Philippe Auguste, qui le nomme parmi les premiers chevaliers bannerets. Signe de paix avec le camp français, il se maria même avec la comtesse Élisabeth de Chartres, une des filles du comte Thibaut V de Blois.                                                                          |
|                                             | Mahaut d'Amboise († 1256)                              | 1218 – 1256     | Comtesse de Chartres, dame de Chaumont-sur-Loire et de Montrichard                                                           | De ce mariage naquit Mahaut qui réunit les domaines d'Amboise (dont Montrichard) au comté de Chartres, indépendant depuis peu du comté de Blois. |
|                                             | Jean Ier d'Amboise (1201–1274)                         | 1256 – 1274     | Seigneur de Chaumont-sur-Loire, de Montrichard et de Limeray                                                                 | Héritier de sa cousine Mahaut, sans descendance. |
|                                             | Pierre Ier d'Amboise († 1312)                          | 1274 – 1312     | Seigneur de Chaumont-sur-Loire, de Montrichard et de Limeray                                                                 | Petit-fils de Jean Ier d'Amboise. |
|                                             | Ingelger Ier d'Amboise, dit Ingelger le Grand († 1373) | 1312 – 1373     | Seigneur de Chaumont-sur-Loire, de Montrichard et de Limeray                                                                 | |
|                                             | Pierre II d'Amboise († 1426)                           | 1373 – 1426     | Seigneur d'Amboise, de Chaumont-sur-Loire et de Limeray                                                                      | |
|                                             | Louis d'Amboise (1392–1469)                            | 1426 – 1434     | Vicomte de Thouars, comte de Guînes, de Marans et de l'Île de Ré, seigneur de Chaumont-sur-Loire, de Montrichard et de Bléré | En 1429, Louis d'Amboise, alors seigneur de Montrichard et de multiples autres bourgades, s'engage dans l'assaut d'Orléans aux côtés de Jeanne d'Arc. En 1431, il participe à un complot contre Georges Ier de La Trémoille, favori de Charles VII. Démasqué, il est d'abord condamné à mort avant d'être gracié. Amboise lui en revanche sera confisqué en 1434. |

#### Généalogie simplifiée (1030–1434)
|  |  |  |  |  |  |  |  |  |  |                       |                       |                       |                       |                       |                       |                    |                    |             |             |             |             |              |             |                       |                       |                       |                       |                       |                       |                   |                   |             |             |             |             |             |             |             |             |  |  |  |  |  |  |  |  |  |  |  |  |
|  |  |  |  |  |  |  |  |  |  |                       |                       | Hugues de Lavardin    | Hugues de Lavardin    | Hugues de Lavardin    | Hugues de Lavardin    | Hugues de Lavardin | Hugues de Lavardin |             |             |             |             |              |             | Archambaud Ier        | Archambaud Ier        | Archambaud Ier        | Archambaud Ier        | Archambaud Ier        | Archambaud Ier        |                   |                   |             |             |             |             |             |             |             |             |  |  |  |  |  |  |  |  |  |  |  |  |
|  |  |  |  |  |  |  |  |  |  |                       |                       | Hugues de Lavardin    | Hugues de Lavardin    | Hugues de Lavardin    | Hugues de Lavardin    | Hugues de Lavardin | Hugues de Lavardin |             |             |             |             |              |             | Archambaud Ier        | Archambaud Ier        | Archambaud Ier        | Archambaud Ier        | Archambaud Ier        | Archambaud Ier        |                   |                   |             |             |             |             |             |             |             |             |  |  |  |  |  |  |  |  |  |  |  |  |
|  |  |  |  |  |  |  |  |  |  |                       |                       | Lisois d'Amboise      | Lisois d'Amboise      | Lisois d'Amboise      | Lisois d'Amboise      | Lisois d'Amboise   | Lisois d'Amboise   |             |             |             |             |              |             | Hersende de Buzançais | Hersende de Buzançais | Hersende de Buzançais | Hersende de Buzançais | Hersende de Buzançais | Hersende de Buzançais |                   |                   |             |             |             |             |             |             |             |             |  |  |  |  |  |  |  |  |  |  |  |  |
|  |  |  |  |  |  |  |  |  |  |                       |                       | Lisois d'Amboise      | Lisois d'Amboise      | Lisois d'Amboise      | Lisois d'Amboise      | Lisois d'Amboise   | Lisois d'Amboise   |             |             |             |             |              |             | Hersende de Buzançais | Hersende de Buzançais | Hersende de Buzançais | Hersende de Buzançais | Hersende de Buzançais | Hersende de Buzançais |                   |                   |             |             |             |             |             |             |             |             |  |  |  |  |  |  |  |  |  |  |  |  |
|  |  |  |  |  |  |  |  |  |  |                       |                       |                       |                       |                       |                       |                    |                    |             |             |             |             |              |             |                       |                       |                       |                       |                       |                       |                   |                   |             |             |             |             |             |             |             |             |  |  |  |  |  |  |  |  |  |  |  |  |
|  |  |  |  |  |  |  |  |  |  |                       |                       |                       |                       |                       |                       |                    |                    | Sulpice Ier | Sulpice Ier | Sulpice Ier | Sulpice Ier | Sulpice Ier  | Sulpice Ier |                       |                       |                       |                       |                       |                       | Foulques IV       | Foulques IV       | Foulques IV | Foulques IV | Foulques IV | Foulques IV |             |             |             |             |  |  |  |  |  |  |  |  |  |  |  |  |
|  |  |  |  |  |  |  |  |  |  |                       |                       |                       |                       |                       |                       |                    |                    | Sulpice Ier | Sulpice Ier | Sulpice Ier | Sulpice Ier | Sulpice Ier  | Sulpice Ier |                       |                       |                       |                       |                       |                       | Foulques IV       | Foulques IV       | Foulques IV | Foulques IV | Foulques IV | Foulques IV |             |             |             |             |  |  |  |  |  |  |  |  |  |  |  |  |
|  |  |  |  |  |  |  |  |  |  |                       |                       |                       |                       |                       |                       |                    |                    |             |             |             |             |              |             |                       |                       |                       |                       |                       |                       |                   |                   |             |             |             |             |             |             |             |             |  |  |  |  |  |  |  |  |  |  |  |  |
|  |  |  |  |  |  |  |  |  |  |                       |                       |                       |                       |                       |                       |                    |                    | Hugues Ier  | Hugues Ier  | Hugues Ier  | Hugues Ier  | Hugues Ier   | Hugues Ier  |                       |                       | Élisabeth d'Anjou     | Élisabeth d'Anjou     | Élisabeth d'Anjou     | Élisabeth d'Anjou     | Élisabeth d'Anjou | Élisabeth d'Anjou |             |             | Geoffroy IV | Geoffroy IV | Geoffroy IV | Geoffroy IV | Geoffroy IV | Geoffroy IV |  |  |  |  |  |  |  |  |  |  |  |  |
|  |  |  |  |  |  |  |  |  |  |                       |                       |                       |                       |                       |                       |                    |                    | Hugues Ier  | Hugues Ier  | Hugues Ier  | Hugues Ier  | Hugues Ier   | Hugues Ier  |                       |                       | Élisabeth d'Anjou     | Élisabeth d'Anjou     | Élisabeth d'Anjou     | Élisabeth d'Anjou     | Élisabeth d'Anjou | Élisabeth d'Anjou |             |             | Geoffroy IV | Geoffroy IV | Geoffroy IV | Geoffroy IV | Geoffroy IV | Geoffroy IV |  |  |  |  |  |  |  |  |  |  |  |  |
|  |  |  |  |  |  |  |  |  |  |                       |                       |                       |                       |                       |                       |                    |                    |             |             |             |             |              |             |                       |                       |                       |                       |                       |                       |                   |                   |             |             |             |             |             |             |             |             |  |  |  |  |  |  |  |  |  |  |  |  |
|  |  |  |  |  |  |  |  |  |  |                       |                       |                       |                       |                       |                       |                    |                    |             |             |             |             | Sulpice II   |             |                       |                       |                       |                       |                       |                       |                   |                   |             |             |             |             |             |             |             |             |  |  |  |  |  |  |  |  |  |  |  |  |
|  |  |  |  |  |  |  |  |  |  |                       |                       |                       |                       |                       |                       |                    |                    |             |             |             |             |              |             |                       |                       |                       |                       |                       |                       |                   |                   |             |             |             |             |             |             |             |             |  |  |  |  |  |  |  |  |  |  |  |  |
|  |  |  |  |  |  |  |  |  |  |                       |                       |                       |                       |                       |                       |                    |                    |             |             |             |             | Hugues II    |             |                       |                       |                       |                       |                       |                       |                   |                   |             |             |             |             |             |             |             |             |  |  |  |  |  |  |  |  |  |  |  |  |
|  |  |  |  |  |  |  |  |  |  |                       |                       |                       |                       |                       |                       |                    |                    |             |             |             |             |              |             |                       |                       |                       |                       |                       |                       |                   |                   |             |             |             |             |             |             |             |             |  |  |  |  |  |  |  |  |  |  |  |  |
|  |  |  |  |  |  |  |  |  |  |                       |                       |                       |                       |                       |                       |                    |                    |             |             |             |             |              |             |                       |                       |                       |                       |                       |                       |                   |                   |             |             |             |             |             |             |             |             |  |  |  |  |  |  |  |  |  |  |  |  |
|  |  |  |  |  |  |  |  |  |  | Élisabeth de Chartres | Élisabeth de Chartres | Élisabeth de Chartres | Élisabeth de Chartres | Élisabeth de Chartres | Élisabeth de Chartres |                    |                    | Sulpice III | Sulpice III | Sulpice III | Sulpice III | Sulpice III  | Sulpice III |                       |                       | Hugues III            | Hugues III            | Hugues III            | Hugues III            | Hugues III        | Hugues III        |             |             |             |             |             |             |             |             |  |  |  |  |  |  |  |  |  |  |  |  |
|  |  |  |  |  |  |  |  |  |  | Élisabeth de Chartres | Élisabeth de Chartres | Élisabeth de Chartres | Élisabeth de Chartres | Élisabeth de Chartres | Élisabeth de Chartres |                    |                    | Sulpice III | Sulpice III | Sulpice III | Sulpice III | Sulpice III  | Sulpice III |                       |                       | Hugues III            | Hugues III            | Hugues III            | Hugues III            | Hugues III        | Hugues III        |             |             |             |             |             |             |             |             |  |  |  |  |  |  |  |  |  |  |  |  |
|  |  |  |  |  |  |  |  |  |  |                       |                       |                       |                       |                       |                       |                    |                    |             |             |             |             |              |             |                       |                       |                       |                       |                       |                       |                   |                   |             |             |             |             |             |             |             |             |  |  |  |  |  |  |  |  |  |  |  |  |
|  |  |  |  |  |  |  |  |  |  |                       |                       |                       |                       | Mahaut                | Mahaut                | Mahaut             | Mahaut             | Mahaut      | Mahaut      |             |             |              |             |                       |                       | Jean Ier              | Jean Ier              | Jean Ier              | Jean Ier              | Jean Ier          | Jean Ier          |             |             |             |             |             |             |             |             |  |  |  |  |  |  |  |  |  |  |  |  |
|  |  |  |  |  |  |  |  |  |  |                       |                       |                       |                       | Mahaut                | Mahaut                | Mahaut             | Mahaut             | Mahaut      | Mahaut      |             |             |              |             |                       |                       | Jean Ier              | Jean Ier              | Jean Ier              | Jean Ier              | Jean Ier          | Jean Ier          |             |             |             |             |             |             |             |             |  |  |  |  |  |  |  |  |  |  |  |  |
|  |  |  |  |  |  |  |  |  |  |                       |                       |                       |                       |                       |                       |                    |                    |             |             |             |             |              |             |                       |                       | Jean II               |                       |                       |                       |                   |                   |             |             |             |             |             |             |             |             |  |  |  |  |  |  |  |  |  |  |  |  |
|  |  |  |  |  |  |  |  |  |  |                       |                       |                       |                       |                       |                       |                    |                    |             |             |             |             |              |             |                       |                       |                       |                       |                       |                       |                   |                   |             |             |             |             |             |             |             |             |  |  |  |  |  |  |  |  |  |  |  |  |
|  |  |  |  |  |  |  |  |  |  |                       |                       |                       |                       |                       |                       |                    |                    |             |             |             |             |              |             |                       |                       |                       |                       |                       |                       |                   |                   |             |             |             |             |             |             |             |             |  |  |  |  |  |  |  |  |  |  |  |  |
|  |  |  |  |  |  |  |  |  |  |                       |                       |                       |                       |                       |                       |                    |                    |             |             |             |             | Pierre Ier   | Pierre Ier  | Pierre Ier            | Pierre Ier            | Pierre Ier            | Pierre Ier            |                       |                       | Hugues V          | Hugues V          | Hugues V    | Hugues V    | Hugues V    | Hugues V    |             |             |             |             |  |  |  |  |  |  |  |  |  |  |  |  |
|  |  |  |  |  |  |  |  |  |  |                       |                       |                       |                       |                       |                       |                    |                    |             |             |             |             | Pierre Ier   | Pierre Ier  | Pierre Ier            | Pierre Ier            | Pierre Ier            | Pierre Ier            |                       |                       | Hugues V          | Hugues V          | Hugues V    | Hugues V    | Hugues V    | Hugues V    |             |             |             |             |  |  |  |  |  |  |  |  |  |  |  |  |
|  |  |  |  |  |  |  |  |  |  |                       |                       |                       |                       |                       |                       |                    |                    |             |             |             |             | Ingelger Ier |             |                       |                       |                       |                       |                       |                       |                   |                   |             |             |             |             |             |             |             |             |  |  |  |  |  |  |  |  |  |  |  |  |
|  |  |  |  |  |  |  |  |  |  |                       |                       |                       |                       |                       |                       |                    |                    |             |             |             |             |              |             |                       |                       |                       |                       |                       |                       |                   |                   |             |             |             |             |             |             |             |             |  |  |  |  |  |  |  |  |  |  |  |  |
|  |  |  |  |  |  |  |  |  |  |                       |                       |                       |                       |                       |                       |                    |                    |             |             |             |             |              |             |                       |                       |                       |                       |                       |                       |                   |                   |             |             |             |             |             |             |             |             |  |  |  |  |  |  |  |  |  |  |  |  |
|  |  |  |  |  |  |  |  |  |  |                       |                       |                       |                       |                       |                       |                    |                    | Pierre II   | Pierre II   | Pierre II   | Pierre II   | Pierre II    | Pierre II   |                       |                       | Ingelger II           | Ingelger II           | Ingelger II           | Ingelger II           | Ingelger II       | Ingelger II       |             |             |             |             |             |             |             |             |  |  |  |  |  |  |  |  |  |  |  |  |
|  |  |  |  |  |  |  |  |  |  |                       |                       |                       |                       |                       |                       |                    |                    | Pierre II   | Pierre II   | Pierre II   | Pierre II   | Pierre II    | Pierre II   |                       |                       | Ingelger II           | Ingelger II           | Ingelger II           | Ingelger II           | Ingelger II       | Ingelger II       |             |             |             |             |             |             |             |             |  |  |  |  |  |  |  |  |  |  |  |  |
|  |  |  |  |  |  |  |  |  |  |                       |                       |                       |                       |                       |                       |                    |                    |             |             |             |             |              |             |                       |                       | Louis                 |                       |                       |                       |                   |                   |             |             |             |             |             |             |             |             |  |  |  |  |  |  |  |  |  |  |  |  |
|  |  |  |  |  |  |  |  |  |  |                       |                       |                       |                       |                       |                       |                    |                    |             |             |             |             |              |             |                       |                       |                       |                       |                       |                       |                   |                   |             |             |             |             |             |             |             |             |  |  |  |  |  |  |  |  |  |  |  |  |

#### Rattachement à la Couronne
Dès 1434, Amboise entre dans le domaine royal et devient rapidement une demeure préférée du roi Charles VII, proche de Tours où il s'établit à la fin de la Guerre de Cent Ans. Son successeur, Louis XI, qui préfère le château de Plessis-lèz-Tours, y fait éduquer dans les années 1470 son fils, le futur Charles VIII, qui meurt accidentellement au sein du château d'Amboise, en 1498.
La nouvelle dynastie des Valois, issue de la deuxième maison d'Orléans, établit la Cour à Blois. Les rois de la Renaissance n'abandonnent pas pour autant Amboise, dont le château se voit compléter successivement par Louis XII, François Ier, Henri II et même la régente Catherine de Médicis.
En 1558, sous Henri II, est créée la charge de maire d'Amboise pour l'administration de la cité.
À partir du règne d'Henri III, le château devient temporairement une prison pour des nobles rebelles.

## Apanages

### Baronnie d'Amboise (1626–1660)
Le 6 août 1626, à Nantes, après une conspiration manquée, Gaston accepte à regret d’épouser la richissime Marie de Bourbon, duchesse de Montpensier que lui impose Richelieu. Il reçoit alors en apanage les duchés d’Orléans et de Chartres, augmentés du comté de Blois et d'Amboise alors élevée en baronnie,.
| Portrait | Baron                        | Période     | Autres titres | Notes |
| -------- | ---------------------------- | ----------- | --- | --- |
|          | Gaston d'Orléans (1608–1660) | 1626 – 1660 | Fils de France, duc d'Orléans, duc de Chartres, duc de Valois, duc d'Anjou, duc d'Alençon, comte de Blois, comte de Montlhéry, comte de Limours, seigneur de Montargis | Fils de Henri IV, Gaston est apanagé — entre autres — de la baronnie d'Amboise en 1626 lorsqu'il épouse Marie de Bourbon-Montpensier puis, en secondes noces, Marguerite de Lorraine. |

À la mort de Gaston de France, son apanage orléanais revient à la Couronne. Louis XIV décide alors de le donner à son frère cadet, Philippe, à l’exception notoire de Blois (et donc indirectement le château de Chambord), du Languedoc et d'Amboise. La seigneurie est temporairement rattachée au domaine royal.

### Duché d'Amboise (1761–1790)
| Portrait | Duc                                      | Période     | Autres titres | Notes |
| -------- | ---------------------------------------- | ----------- | --- | --- |
|          | Étienne-François de Choiseul (1719–1785) | 1761 – 1785 | Duc de Stainville, marquis d'Estainville et de La Bourdaisière, comte de Choiseul et seigneur de Montrichard                                                               | Nommé gouverneur de la Touraine, le célèbre duc de Choiseul acquit en 1760 la terre de Chanteloup, avant de recevoir du roi, l'année suivante, la seigneurie et la forêt d'Amboise en échange des terres de Pompadour, Bret, Saint-Cyr-la-Roche et la Rivière. Pour le remercier, Amboise est élevée en duché-pairie en 1764. Alors qu'il cherchait à réunir Montrichard à son duché, l'ancien premier ministre de Louis XV finit exilé à Chanteloup où il meurt endetté en 1785. |
|          | Louis-Jean-Marie de Bourbon (1725–1793)  | 1785 – 1790 | Duc de Penthièvre, duc d'Aumale, duc de Rambouillet, duc de Gisors, duc de Châteauvillain, duc d'Arc, comte d'Eu, seigneur du duché de Carignan et seigneur de Montrichard | Contraint de quitter le château de Rambouillet par son cousin Louis XVI, il rachète Amboise, Chanteloup et Montrichard à la veuve du duc de Choiseul, Louise Honorine Crozat du Châtel. |

### Continuité
Le décret de l'Assemblée nationale du 12 novembre 1789 décrète qu'« il y aura une municipalité dans chaque ville, bourg, paroisse ou communauté de campagne », mais ce n'est qu'avec le décret de la Convention nationale du 10 brumaire an II (31 octobre 1793) que la seigneurie d'Amboise devient formellement « commune d'Amboise ».
Depuis 1558 (fin du règne d'Henri II), l'administration de la commune est assurée par le maire d'Amboise.